# Jacques de Senarclens
Jacques de Senarclens (* 12. Dezember 1914 in Genf; † 26. November 1971 ebenda) war ein Schweizer evangelischer Geistlicher und Hochschullehrer.

## Leben

### Familie
Jacques de Senarclens entstammte dem Geschlecht de Senarclens, das nach dem Dorf Senarclens benannt wurde. Er war der Sohn des Arztes Victor de Senarclens (*  3. August 1875; † 10. Februar 1957) und dessen dritter Ehefrau Marthe (* 13. April 1851; † 1954), Tochter von Franck Cesar Lombard (1837–1925). Senarclens hatte noch zwei leibliche Geschwister, sein Halbbruder war der Politiker Aymon de Senarclens (1905–1970).
Er war seit 1943 mit Marie-Claire, Tochter des Bankiers René Godefroy Monod, verheiratet; gemeinsam hatten sie vier Kinder.

### Werdegang
Jacques de Senarclens begann 1933 mit einem Theologiestudium an der Universität Genf und wurde 1939 ordiniert. Nach dem Studium folgte ein längerer Aufenthalt zum Studium an der University of Hartford in den USA; dort erwarb er mit seiner Dissertation Contribution a l'etude de l'interpretation de l'Ancien Testament den Titel Master of Sacred Theology.
Nach seiner Rückkehr nach Genf war er anfangs als Universitätspfarrer Studentenseelsorger.
1949 erfolgte an der Universität Genf seine Promotion mit seiner Dissertation Le mystère de l'histoire: introduction à une conception christologique du devenir.
Er war Mitglied des Konsistoriums und, als Nachfolger von Charles Cellérier, Feldprediger des Genfer Regiments, in dem er als Hauptmann bereits eine Batterie geführt hatte.
Von 1951 bis 1953 war er Privatdozent und ab 1953 Lehrbeauftragter für Ethik und ab 1960, als Nachfolger von Auguste Lemaître, Professor für Systematische Theologie an der Theologischen Fakultät der Universität Genf, deren Dekan er von 1966 bis zu seinem Rücktritt 1970 war.
Mit 265 Stimmen von 280 Stimmen wurde er zum Pfarrer von Champel bei Plainpalais, das 1930 in Genf eingemeindet worden war, gewählt. Im September 1956 trat er sein dortiges Amt an.
Als Dozent hielt er gemeinsam mit Roger Schütz und Suzanne de Dietrich 1943 auch Vorlesungen am Centre universitaire d'études œcuméniques.

### Schriftstellerisches und berufliches Wirken
1951 übernahm Jacques de Senarclens den Verlag Labor et Fides und initiierte und publizierte dort von 1952 bis zu seinem Tod die Kirchliche Dogmatik (26 Bände) von Karl Barth in der französischen Übersetzung Dogmatique von Fernand Ryser, nach seinem Tod wurde die Publikation 1974 abgeschlossen. Er gab auch eine Auswahl von Luthers und Bonhoeffers Werken heraus sowie eine Abhandlung über die Theologie von Johannes Calvin, L'Institution chrétienne, und Calvins Kommentare in modernem Französisch.
Er war in verschiedenen Kommissionen tätig, unter anderem in der Theologischen Kommission des Schweizerischen Kirchenbundes und in der Kommission für den ökumenischen Dialog zwischen Katholiken und Reformierten. Im Frühjahr 1970 war er Delegationsleiter des Reformierten Weltbundes und nahm in dieser Aufgabe Gespräche mit der römisch-katholischen Kirche auf.

## Mitgliedschaften
- Jacques de Senarclens war Mitglied im Schweizerischen Altzofingerverein.[18]
- 1936 war er Präsident des 1924 gegründeten Schweizerischen Akademischen Skiclubs.[19]
- Er war 1945 Gründer des Centre protestant d'études und deren erster Direktor; Ziel dieses Evangelischen Studienzentrums war es, die Konsequenzen der Lehre Jesu Christi in allen Bereichen des Denkens und Handelns zu untersuchen.[20]
- Als er starb, war er sowohl Vorsitzender des Verwaltungsrates des Centre universitaire d'études œcuméniques als auch von Aubert & Cie. in Genf.

## Trivia
Jacques de Senarclens belegte als Skifahrer in der Abfahrt bei Wettbewerben oft die vorderen Plätze, so unter anderem beim XI. Wettbewerb der Universität Genf im Februar 1936.

## Schriften (Auswahl)
- La prière au cours de l’histoire d’Israël: des débuts à Jérémie. Université de Genève, Faculté autonome de théologie protestante, Genf 1938.
- Contribution a l’etude de l’interpretation de l'Ancien Testament. S.T.M. Hartford Theological Seminary 1939.
- Le mystère de l’histoire: introduction à une conception christologique du devenir. 1949.
- Jacques de Senarclens (Hrsg.); Karl Barth (Autor); Fernand Ryser (Übers.): Dogmatique. Éditions Labor et fides (impr. de Atar), 1957.
- Franz Jehan Leenhardt; Jacques Senarclens: Catholicisme romain et protestantisme. Éditions Labor et fides, Genf / Librairie protestante, Paris / Impr. de Pont frères, Lausanne 1957.
- mit Otto Weber: La Dogmatique de Karl Barth. Éditions Labor et fides, Genf 1954.
- Remède de cheval. Éditions Labor et Fides, Genf 1956.
- Héritiers de la Réformation. Labor et fides, Genf 1956–1959.
- La personne et l’oeuvre de Jésus-Christ. Ed. Labor et Fides, Paris 1958.
- Quelques réflexions sur les fondements théologiques du rapport de Nyborg. Centre Protestant d’Etudes, Genf 1959.
- Heirs of the Reformation. Westminster Press, Philadelphia 1964.
- Jacques de Senarclens; Karl Barth: La Réforme, hier et aujourd’hui. Avec un commentaire de Karl Barth sur la première thèse de la Déclaration de Barmen, 1934. Genf 1964.
- De la vraie église, selon Jean Calvin. Editions Labor et Fides, Genf 1965.